# Méaudre
Méaudre ist eine Ortschaft und eine Commune déléguée in der französischen Gemeinde Autrans Méaudre-en-Vercors mit 1.478 Einwohnern (Stand: 1. Januar 2022) im Département Isère in der Region Auvergne-Rhône-Alpes. Die Einwohner werden Méaudrais genannt.
Mit Wirkung vom 1. Januar 2016 wurden die Gemeinden Autrans und Méaudre zu einer Commune nouvelle mit dem Namen Autrans-Méaudre en Vercors zusammengelegt. Die Gemeinde Méaudre gehörte zum Arrondissement Grenoble und zum Kanton Fontaine-Vercors.

## Geographie
Méaudre liegt etwa 17 Kilometer westsüdwestlich von Grenoble im Vercorsmassiv.

## Bevölkerungsentwicklung
| Jahr                      | 1962 | 1968 | 1975 | 1982 | 1990 | 1999  | 2006  | 2013  |
| Einwohner                 | 549  | 572  | 588  | 667  | 840  | 1.039 | 1.199 | 1.357 |
| Quelle: Cassini und INSEE |      |      |      |      |      |       |       |       |

## Sehenswürdigkeiten

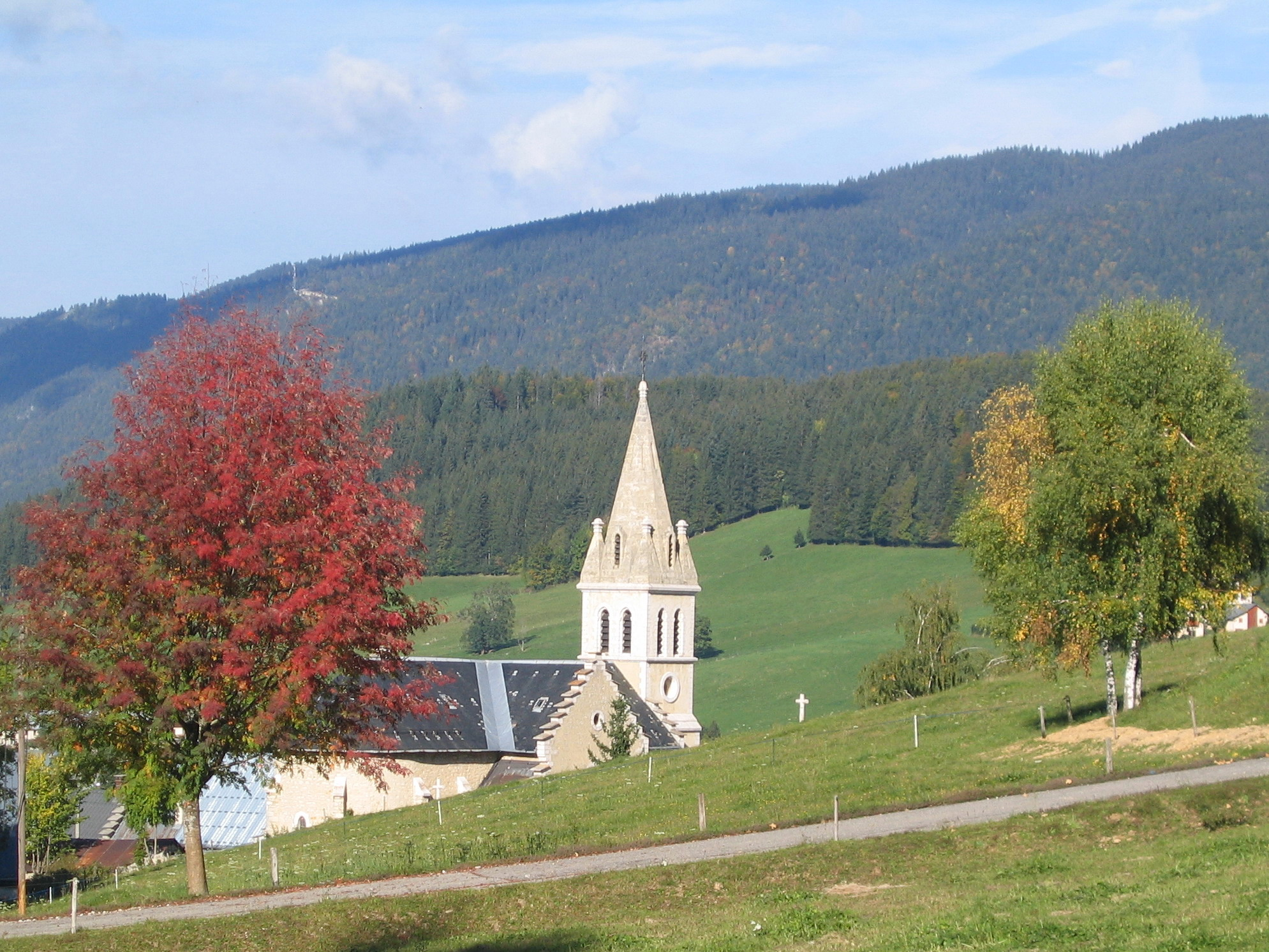
Kirche Saint-Pierre-et-Saint-Paul

- Kirche Saint-Paul-et-Saint-Pierre

## Gemeindepartnerschaft
Mit der französischen Gemeinde Locmaria im Département Morbihan (Bretagne) besteht eine Partnerschaft.